# Танака, Юдзо
Юдзо Танака (яп. 田中 雄三 танака ю:дзо:, род. 1933) — профессор японского Университета Рюкоку, профессор Университета Киото. Один из первых иностранных студентов, ставших выпускниками Российского университета дружбы народов.

## Биография
Юдзо Танака получил первое высшее образование в Киотском университете на филологическом факультете. После окончания учебного заведения уехал в Чехословакию. На протяжении четырех лет занимал должность вице-президента Международного союза студентов в Праге.
Стал студентом Российского университета дружбы народов, когда ему исполнилось 27 лет, обучался на факультете экономики и права. До приезда, про жизнь в Советском Союзе знал очень мало, только то, что рассказывали знакомые.
После приезда в СССР, с трудом выучил русский язык. На втором курсе обучения встретил японку Ясуко, с которой они поженились в 1961 году.
Позже стал выпускником Российского университета дружбы народов им. Патриса Лумумбы. Был среди первого выпуска иностранных студентов этого университета. Его жена, также окончившая университет, стала специалистом по русскому языку и литературе, занималась преподаванием в Петербургском университете. Создала Объединение любителей детской русской литературы в Японии, занималась выпуском первого номера журнала «Костёр».
После завершения обучения, вернулся на родину в Японию и начал учиться в аспирантуре Киотского университета. Стал преподавателем университета Рюкоку.
В 2016 году отметил свой 83-й день рождения и посетил празднование 56 летия родного высшего учебного заведения.
Есть дочь — Томоко.